# تشين يانغ لي
تشين يانغ لي (بالإنجليزية: C. Y. Lee)‏ هو صحفي أمريكي، ولد في 23 ديسمبر 1917 في شيانغتان في الصين، وتوفي في 8 نوفمبر 2018.

## وصلات خارجية
- تشين يانغ لي على موقع IMDb (الإنجليزية)
- تشين يانغ لي على موقع قاعدة بيانات برودواي على الإنترنت (الإنجليزية)
- تشين يانغ لي على موقع قاعدة بيانات الفيلم (الإنجليزية)